# Фолксваген туарег
Фолксваген туарег је луксузни теренски аутомобил који производи немачки произвођач аутомобила Фолксваген од 2002. године у Фолксвагеновој фабрици у Братислави. Возило је добило име по номадским народима Туарега, становницима сахарске унутрашњости у Северној Африци.

## Развој
Туарег (интерно назван Тип 7Л) био је заједнички пројекат који су развили Фолксваген група, Ауди и Порше. Циљ је био да се направи теренско возило се које понаша као спортски аутомобил. Тим, са преко 300 људи, предводио је Клаус-Герхард Волперт са седиштем Вајсаху, у Немачкој. Резултат заједничког пројекта Фолксваген групе је ПЛ71 платформа, коју деле туарег, Ауди Q7 и Порше кајен, постоје стилске, разлике у опреми и техничке разлике између тих возила. Туарег и Порше имају пет седишта, док је код Q7 растегнут међуосовински размак за трећи ред за седам путника. Фолксваген туарег је изграђен у Фолксвагеновој фабрици у Братислави, у Словачкој, уз Ауди Q7 и Порше кајен.
Због потражње и девизних курсева евра у односу на амерички долар, као и различитих цена и политике заштите животне средине у САД, варијанте мотора V6 и V8 чине већину Фолксвагенове понуде туарега за Америку. У поређењу са другим возилима марке Фолксваген, која се продају у САД и која су намењена масовном тржишту, туарег је дошао уз још квалитетнију опрему и пласирао се у конкуренцију са другим луксузним СУВ-овима из БМВ-а и Мерцедес-Бенца.
Међутим, ограничен број V10 ТДИ дизел мотора са директним убризгавањем (ТДИ) био је доступан у 2004. години (пре него што је извучен из еколошких разлога). Они су враћени у САД за 2006. годину као "концепт емисије I нивоа (43 државне емисије)".

## Прва генерација (2002—2010)
Каросерија и шасија туарега је стандардно опремљен погоном на сва четири точка. Она има аутоматски постепено блокирање централног диференција (са ручним управљањем) и поставку "ниског домета" која се може активирати контролама у кабини. Опције које ће омогућити да возило буде боље оспособљено за теренску вожњу укључују доступну прилагодљиву ваздушну суспензију на четири точка (плус непрекидну контролу потреса) која може да повећа висину аута на команду, и унутрашњи прекидач који омогућава ручно закључавање задњег диференцијала. Врло ретка али доступна опција, била је закључаванје предњег диференцијал. Размак од тла износи 6,3 in (160 mm), а оф роуд левел је 9,2 in (230 mm) и екстра клиренс од 300 mm.

### Маркетинг
Фолксваген туарег 2 V10 ТДИ је вукао авион Боинг 747 2006. године.

### Мотори
| Бензински мотори | Бензински мотори | Бензински мотори                 | Бензински мотори                                                | Бензински мотори |
| Модел            | Година           | Тип мотора                       | Снага и обртни момент                                           | Код мотора       |
| ---------------- | ---------------- | -------------------------------- | --------------------------------------------------------------- | ---------------- |
| 3.2 VR6          | 2002–2007        | 3.189 cc (194,6 cu in) VR6       | 220 PS (162 kW; 217 bhp) – 241 PS (177 kW; 238 bhp)             |                  |
| 3.6 VR6          | 2004–2006        | 3.597 cc (219,5 cu in) VR6       | 280 PS (206 kW; 276 bhp)                                        |                  |
| 4.2 V8           | 2002–2008        | 4.163 cc (254,0 cu in) V8        | 310 PS (228 kW; 306 bhp)                                        | AXQ or BAR (06+) |
| 6.0 W12          | 2005–2010        | 5.998 cc (366,0 cu in) W12       | 450 PS (331 kW; 444 bhp), 600 N⋅m (443 lbf⋅ft)                  |                  |
| Дизелски мотори  |                  |                                  |                                                                 |                  |
| Моде             | Година           | Тип мотора                       | Снага и обртни момент                                           | Код мотора       |
| 2.5 I5 TDI       | 2003–2010        | 2.460 cc (150,1 cu in) V5 турбо  | 174 PS (128 kW; 172 bhp), 400 N⋅m (295 lbf⋅ft)                  | BAC              |
| 3.0 V6 TDI       | 2004–2007        | 2.967 cc (181,1 cu in) V6 турбо  | 225 PS (165 kW; 222 bhp)                                        |                  |
| 5.0 V10 TDI      | 2002–2007        | 4.921 cc (300,3 cu in) V10 турбо | 313 PS (230 kW; 309 bhp) at 3750, 750 N⋅m (553 lbf⋅ft) at 2,000 |                  |

#### W12 (2005—2010)
6.0-литарски мотор са двоструком брегастом осовином (ДОХЦ), W12 мотор са 48 вентила је првобитно био замишљен као модел са ограниченом серијом, са само 500 јединица које су планиране за производњу; око 330 продато у Саудијској Арабији, а остатак је продат у Европи. Неки од тих W12 туарега су продати у Кини, али број продатих је непознат. Није било продаје у САД. На крају, модел W12 је постао обичан модел без ограничења производње. Процењује се да достиже 100 km на сат за 5,9 секунди.

#### V10 ТДИ (2002—2010)
V10 ТДИ је био понуђен у Сједињеним Државама на одређено време у 2004. години, али прописи о емисији штетних гасова су га привремено искључили са тржишта. V10 ТДИ ce вратио на америчко тржиште као модел за 2006. годину у пет држава. Каснији амерички модели су пуштени у продају 2006. године, што је било у складу са емисијом штетних гасова у 50 држава за моторе са дизел горивом и филтером за честице ултра-ниског садржаја сумпора. Стандарди емисије штетних гасова из Калифорније (ЦАРБ) довели су до поништења V10 ТДИ у САД. V10 мотор је од тада замењен V6 ТДИ мотором који задовољава ЦАРБ минималне захтеве за 2009. годину.
Међутим, 2015. године откривено је да ови V6 мотори не задовољавају захтеве ЦАРБ емисије штетних гасова и да су били део Фолксвагеновог скандала са емисијом штетних гасова.
У емисији "Пета брзина" коришћена је ова верзија мотора за тестирање за вучу Боинга 747.

### Редизајн (2007—2010)
Туарегов први редизајн је представљен на сајму аутомобила у Паризу 2006. године, своју прву појаву у Северној Америци имао је на сајму аутомобила у Њујорку 2007. године као модел за 2008. годину. Он сада има заштитну маску као и остала путничка возила из понуде Фолксвагена. Побољшани туарег има више од 2300 редизајнираних делова и има неке нове технолошке могућности:
- АБС Плус, који ради заједно са системом контроле проклизавања, и скраћује пут кочења до 25% на непоузданим површинама;
- Предње скенирање, адаптивни систем контроле крстарења, који може успорити или чак зауставити аутомобил у зависности од саобраћајних услова;
- Бочно скенирање, монитор слепих тачака: користи радар на задњем делу аутомобила како би осетио присутност другог аутомобила и проузрокује трептање светлећих диода (ЛЕД) уграђених у ретровизоре. Ако се возач примакне, ЛЕД-ови бљескају убрзано како би упозорили возача док се друго возило не помери из видног поља туарега.

Туарег из 2007. године, уз већ подужу листу опција, може бити опремљен пакетом динамике вожње, сензором за превртање, динаудио звучним системом од 620 вати и редизајнираним удобним седиштима. Све дизел верзије сада имају стандардни филтер за дизел честице. У САД и Канади, туарег је промовисан као туарег 2 као модел за годину 2008–2010, а назив туарег се враћа 2011. године.

#### R50 (2007—2010)
Туарег R50 је трећи Фолксваген након голфа и пасата који је добио третман R од стране Фолксваген идивидуал гмбх. Глобално лансирање модела R50 одржано је на Међународном сајму аутомобила у Аустралији 2007. године.
Назив R50 долази од запремине мотора: 5.0 l. R50 је понуђен са 5.0-литарским V10 дизелским мотором који производи 257 kW (349 КС; 345 КС) и 850 Nm (627 lbf⋅ft) обртног момента, уз помоћ ког аутомобил постиже убрзање од 0 до 100 km/h за 6,7 секунди.
R50 је стандардно опремљен са 21-инчним оманит точковима, спортским подешавањем ваздушног огибљења, украсним унутрашњим облогама, као и опцијом четворозонске климе.

#### V6 ТДИ (2007—2010)
То је верзија V6 ТДИ мотора са побољшаним перформансама. Верзија V6 ТДИ из 2007. године има 239 КС (176 kW; 236 КС) и 500 N/m обртног момента. Са овим мотором, аутомобил може да достигне 100 km/h (62 mph) из стања мировања за 8,3 секунде.

#### V6 клин дизел (2009—2015)
V6 ТДИ клин дизел је верзија V6 ТДИ са системом селективне каталитичке редукције (СЦР), која замењује V10 ТДИ у САД и Канади. Туарег садржи резервоар од 4.5 УС галона (17 l; 3.7 imp gal) у задњем делу возила испод резервне гуме која складишти АдБлуе решење. Процењује се да ће овај резервоар морати да се допуњује на сваких 6.000–10.000 миља (9.700–16.100 km). Туарег не укључује катализатор за складиштење Нокс-a који се налази у џета клин дизел ТДИ због његове велике тежине. Туарег Блуе ТДИ је представљен на сајму аутомобила у Женеви 2007. године. Производна верзија V6 ТДИ клин дизел-а представљена је на ЛА ауто шоу 2008. године. Иако је продаја производне верзије планирана у Северној Америци за 2008. годину, она није почела до 2009. године.
Сандер Куикен, технички развој дизел апликација, Фолксваген АГ је био један од инжењера који су радили на АдБлу систему који су креирали Фолксваген, БМВ и Мерцедес-Бенц. Куикен је говорио о разлици између Фолксваген туарег дизел и бензинских возила.

#### Туарег "лукс лимитед" (2009-)
Туарег "лукс лимитед" је верзија V6 ТДИ клин дизел (225 КС) V6 ФСИ, V8 ФСИ за америчко тржиште. Поседује 20-инчне алуминијумске фелне ("моунтаин" тип) са гумама за сезону 275 и избор од 4 боје каросерије (бискаја плава, црна магична перла, кампанела бела и галапагос сива). Такође је опремљен аеродинамичном каросеријом у боји целог аута, двоструким предњим седиштима, крикет кожном унутрашњости у два тона, навигацијом са екраном осетљивим на додир са стриминг блутут аудио системом. Аудио систем са 11 звучника од 320 вата и прилагодљива предња светла високог интензитета. Возило је представљено на НАИАС-у 2009. године.

#### Туарег V6 ТСИ хибрид (2009)
Туарег V6 ТСИ хибрид је прототип хибридног возила са 2.995 cm3 (182,8 cu in) V6 бензински мотор са твин суперпуњачем (ТВС), компресором снаге 333 КС (245 kW; 328 КС) при 5,500 о/min и 440 N⋅m (320 lbf⋅ft) обртног момента при 3.000 o/min. И електрични мотор снаге 52 КС (38 kW; 51 КС) и 300 N⋅m (220 lbf⋅ft) обртног момента и аутоматски мењач са осам брзина. Комбинација је 374 КС (275 kW; 369 КС) и 550 N⋅m (410 lbf⋅ft ). Електромотор покреће 240-ћелија, 288 W, 6 Ah никл-метал-хидридне батерије. Систем погона на сва четири точка је замењен лакшим торсеновим централним диференцијалом од Аудија Q7 да би се сачувала тежина. Електрични мотор има највећу брзину од 50 km/h (31 mph). Старт-стоп систем подржава регенеративно кочење, пловидбу. Серво управљач, клима уређај је промењен тако да се напаја батеријом. Планирана производна верзија укључује специјални Е-прекидач који возач може активирати за чисту електричну вожњу, 160 km/h (99 mph) брзину изласка.

#### Мотори
Амерички модели укључују 3.6 V6, 4.2 V8, блумоушн 3.0 V6 ТДИ. Канадски модели укључују 3.6 V6, блумоушн 3.0 V6 ТДИ. Блумоушн 3.0 V6 ТДИ је продат као V6 ТДИ клин дизел у САД и Канади.
| Бензински мотори    | Бензински мотори | Бензински мотори                                    | Бензински мотори                        | Бензински мотори                                                                       | Бензински мотори |
| Модел               | Година           | Тип мотора                                          | Снага                                   | Обртни момент                                                                          |                  |
| ------------------- | ---------------- | --------------------------------------------------- | --------------------------------------- | -------------------------------------------------------------------------------------- | ---------------- |
| 3.6 VR6             | 2006- 2010       | 3.597 cc (219,5 cu in) VR6 ФСИ                      | 280 PS (206 kW; 276 bhp) at 6,250       | 360 N⋅m (266 lbf⋅ft) at 2,500-5,000                                                    |                  |
| 4.2 V8              | 2006–2010        | 4.163 cc (254,0 cu in) V8 ФСИ                       | 350 PS (257 kW; 345 bhp) at 6,800       | 440 N⋅m (325 lbf⋅ft) at 3,500                                                          |                  |
| 6.0 W12             | 2005–2010        | 5.998 cc (366,0 cu in) W12                          | 450 PS (331 kW; 444 bhp) at 6,000       | 600 N⋅m (443 lbf⋅ft) at 3,250                                                          |                  |
| Дизел мотори        |                  |                                                     |                                         |                                                                                        |                  |
| Модел               | Година           | Тип мотора                                          | Снага                                   | Обртни момент                                                                          |                  |
| 2.5 R5 ТДИ          | 2003–2010        | 2.461 cc (150,2 cu in) I5 систем пумпа-дизна турбо  | 174 PS (128 kW; 172 bhp) at 3,500       | 400 N⋅m (295 lbf⋅ft) at 2,250                                                          |                  |
| 3.0 V6 TДИ          | 2007–2010        | 2.967 cc (181,1 cu in) V6 комон рејл турбо          | 240 PS (177 kW; 237 bhp) at 4,000-4,400 | 500 N⋅m (369 lbf⋅ft) at 1,500-3,000 manual, 550 N⋅m (406 lbf⋅ft) at2000-2250 аутоматик |                  |
| 3.0 V6 TДИ БлуМоушн | 2009–2015        | 2.967 cc (181,1 cu in) V6 комон рејл турбо          | 225 PS (165 kW; 222 bhp) at 3,500       | 550 N⋅m (406 lbf⋅ft) at 2,000-2,250                                                    |                  |
| 5.0 V10 TДИ         | 2002–2010        | 4.921 cc (300,3 cu in) V10 систем пумпа-дизна турбо | 313 PS (230 kW; 309 bhp) at 3,750       | 750 N⋅m (553 lbf⋅ft) at 2,000                                                          |                  |
| R50 5.0 V10 TДИ     | 2007–2010        | 4.921 cc (300,3 cu in) V10 систем пумпа-дизна турбо | 350 PS (257 kW; 345 bhp) at 3,500       | 850 N⋅m (627 lbf⋅ft) at 2,000                                                          |                  |

#### Пренос
| Бензински мотори    | Бензински мотори | Бензински мотори                        |
| Модел               | Година           | Тип преноса                             |
| ------------------- | ---------------- | --------------------------------------- |
| 3.6 V6              | 2006–            | 6-степени аутоматик                     |
| 4.2 V8              | 2006–            | 6-степени аутоматик                     |
| 6.0 W12             | 2005–            | 6-степени аутоматик                     |
| Дизел мотори        |                  |                                         |
| Модел               | Година           | Тип преноса                             |
| 2.5 R5 TДИ          | 2003–            | 6-степени мануелни, 6-степени аутоматик |
| 3.0 V6 TДИ          | 2007–            | 6-степени мануелни, 6-степени аутоматик |
| Блумоушн 3.0 V6 TДИ | 2009–            | 6-степени аутоматик                     |
| 5.0 V10 TДИ         | 2002–            | 6-степени аутоматик                     |
| R50                 | 2007–            | 6-степени аутоматик                     |

#### Маркетинг
У Канади и САД, рекламе су показале да је туарег способан за подвиге које други Фолксвагенови аутомобили нису могли да остваре, као што је пролазак кроз сметове снега док се нова буба заглавила.
Туарег V10 ТДИ је вукао Боинг 747 као део рекламне кампање, која држи светски рекорд за највеће оптерећење које вуче путнички аутомобил. У 2007. години, на сајму у Шпанији, приказан је лажни кабриолет туарег кабрио. Сајт је регистрован у VW-овоm шпанском одељењу.
Као део туарег 2 кампање лансирања која се подудара са премијером филма Борнов ултиматум, Фолксваген је лансирао интерактивни симулатор акробација који омогућава фановима да играју своје сопствене акробације на мрежи.
Корисници могу возити било који од шест различитих ФВ модела кроз различите експлозије, док мењају брзину возила, реквизите, звучне ефекте и углове камере да би направили савршену сцену.

## Друга генерација (2010—2018)
Друга генерација (Тип 7П) откривена је 10. фебруара 2010. у Минхену,, а касније на Међународном сајму аутомобила у Пекингу 2010. године. Нови туарег је први на свету по технологији аутомобилских фарова: "дуга светла без одсјаја". За разлику од адаптивног система дугих светала, најновији систем непрестано и постепено прилагођава не само домет високог снопа, већ и његов облик. Сноп фарова непрестано мења свој правац тако да се возила испред њих не осветљавају, док се подручје око њих стално осветљава при јаком интензитету снопа фарова.

### Карактеристике
- Прилагодљив темпомат са новом старт−стоп функцијом
- Систем упозорења о напуштању траке
- Сензор мртвог угла
- Систем за избегавање судара са предње стране  (са потпуно аутоматским кочењем у хитним случајевима)
- Преглед са четири камере
- Адаптивно ваздушно огибљење са контролом континуираног пригушења (ЦДЦ) и адаптивном компензацијом ролне каросерије
- Стандардни аутоматски мењач са осам брзина

### Туарег хибрид (2010—2018)
Возило је представљено на сајму аутомобила у Женеви 2010, и касније на Међународном сајму аутомобила у Њујорку 2010. године, и 2010. на Гуанџаоу сајму аутомобила. Кинески модел је почео да се продаје почетком 2011. године.

### Туарег ексклузив (2010—2018)
Туарег ексклузив  је верзија туарега са седиштима са двобојном кожном комбинацијом "напа" и пресвлакама у 2 комбинације боја (титан црна, тамно бургундско), грејање предњих седишта, електро-подесива седишта на 12 начина, електро-пнеуматским подесивим бочним деловима наслона и наслонима за главу са подешавањима по висини и ширини; кожни умеци на вратима, црне траке од нерђајућег челика са ексклузивним натписима, декоративни елементи од правог дрвета у "олив силк глос"; 19-инчни "саламанк" точкови од легуре сребра (без додатних трошкова 19-инчни гирона точак, опциони 20-инчни "тарагона" точак), хром и стајл пакет и кровне шине од елоксираног сребра.

### Фолксваген рејс туарег
Фолксваген рејс туарег је аутомобил који се производи само за аутомобилизам, као Рели Дакар. Тако је он наследник Фолксвагена тарека. Од 2003. до 2005. производио се рејс туарег 1, а од октобра 2005. се производи друга генерација рејс туарег 2. 
Фолсваген рејс туарег нема пуно заједничког са туарегом који се продаје. Он је потпуно други аутомобил. Само неколико малих делова је исто као и код туарега. Сви Рејс туарег су прављени у Волфсбургу, па се могу возити уличним прометом.

### Рејс туарег 3
Рејс туарег је тркачки аутомобил направљен за Дакар Рели 2011, који замењује рејс туарег 2. Укључује 2.5-литарски ТДИ мотор са двоструким турбопуњачем, снаге 300 КС (221 kW; 296 КС), секвенцијални 5-брзински мењач са ЗФ-Сацхс трослојном керамичком квачилом, челичном шасијом и БФ гудриџ 235/85 Р16 гумама.

### 2011 Катар мото шоу концепти
Рејс туарег 3 Катар је концептни аутомобил базиран на раце туарег 3, али прилагођена за уличну употребу. Укључује ББС 18-инчне златне точкове, серпентино греј метални сигурносни кавез, рикаро тркачке кадице, мет карбон унутрашња облога, "црна" и "чиста сива" нубук кожна пресвлака на бочним носачима седишта и облогама врата. Титан црна напа пресвучени централни део седишта кожом, двослојни шавови и сребрне пруге на покривачима седишта и предмети везани за безбедност обојени у торнадо црвену боју.
Туарег златно издање је базиран на туарегу са 4.2 V8 ФСИ мотором. Укључује 22-инчне точкове, кровне шине, заштитне траке и оквире прозора, поклопце огледала и делове оквира за довод ваздуха. Боја каросерије "магино јутро", акцентује на прекидаче од 24 каратног злата, унутрашња облога "луна", луна алкантара и напа кожна седишта, природна браон кожна табла са шавовима магнолија и подним простиркама у природној браон боји са кожним уметцима у "луни". Возило је представљено на сајму аутомобила у Катару 2011. године.

### Туарег х (2013—2014)
Туарег х је ограничена (1000 примерака) верзија 2014 туарег ТДИ клин дизел лукс (240 КС), са погоном на сва четири точка за америчко тржиште, поводом 10. годишњице Фолксваген туарега.
Он укључује јединствене 19-инчне "Моаб" алуминијумске фелне, мунлајт блу пирл боју каросерије, ЛЕД задња светла, туарег х специфичне ознаке, бечке кожне гарнитуре у црном антрациту, надопуњујући црни хеадлинер, панорамски електрични кровни отвор, приступ без кључа притиском на дугме, би-ксенон фарови са ЛЕД дневним светлима, предња светла за маглу и скретање, навигациони систем РНС 850 са 8-инчним колор екраном осетљивим на додир, хард диск од 60 GB и камера за вожњу уназад; блутут технологија, двозонски клима уређај, 12-системско напајање и грејање предњих седишта с меморијом возачевог седишта и лумбалним подесивим делом и кожним обрубљеним вишенаменским управљачем.

### Мотори
| Бензински мотори                                         |           |                                         |                                     |                                 |     |                    |                                                                                            |
| 3.6 V6 ФСИ V6 ТДИ блумоушн технологија V6 ФСИ спорт(САД) | 2010–2018 | 3,597 cm3 (0,2195 cu in) VR6            | 280 PS (206 kW; 276 hp) at6200      | 360 N⋅m (266 lb⋅ft) at3200      | 7.8 | 228 km/h (142 mph) | Свуда, осим Велике Британије, Кине и Новог Зеланда, у Русији није доступан од 2014. године |
| 3.6 V6 ФСИ                                               | 2010–2018 | 3,597 cm3 (0,2195 cu in) VR6            | 250 PS (183 kW; 245 hp) at6200      | 360 N⋅m (266 lb⋅ft) at3500      | 8.4 | N/A                | Само у Русији                                                                              |
| 3.0 V6 ТСИ                                               | 2010–2018 | 2,995 cm3 (0,1828 cu in) V6 супер пуњач | 290 PS (213 kW; 286 hp) at4850–6500 | 420 N⋅m (310 lb⋅ft) at2500–5000 | 7.1 | 230 km/h (140 mph) | Само у кини                                                                                |
| 3.0 V6 TСИ хибрид V6 ТСИ хибрид (САД)                    | 2010–2014 | 2,995 cm3 (0,1828 cu in) V6 супер пуњач | 333 PS (245 kW; 328 hp) at5500–6500 | 440 N⋅m (325 lb⋅ft) at3000–5250 | 5.8 | 240 km/h (150 mph) | Свуда осним на Блиском истоку                                                              |
| 3.0 V6 TСИ хибрид V6 ТСИ хибрид (САД)                    | 2010–2014 | Електрични мотор                        | 46 PS (34 kW; 45 hp)at1500–3250     | ?                               | 5.8 | 240 km/h (150 mph) | Свуда осним на Блиском истоку                                                              |
| 3.0 V6 TСИ хибрид V6 ТСИ хибрид (САД)                    | 2010–2014 | Kombinacija                             | 380 PS (279 kW; 375 hp)at?          | 580 N⋅m (428 lb⋅ft)at?          | 5.8 | 240 km/h (150 mph) | Свуда осним на Блиском истоку                                                              |
| 4.2 ФСИ                                                  | 2010-2018 | 4,163 cm3 (0,2540 cu in) V8             | 360 PS (265 kW; 355 hp) at6800      | 430 N⋅m (317 lb⋅ft) at3500      | 6.2 | 250 km/h (160 mph) | Блиски исток, Бразил, Кина, Русија (2010—2014)                                             |

| [ 28 ]                                                             | [ 28 ]    | [ 28 ]                            | [ 28 ]                              | [ 28 ]                          | [ 28 ]     | [ 28 ]             | [ 28 ]                                                                              |
| Модел                                                              | Година    | Тип мотора                        | Снага                               | Обртни момент                   | 0–100 km/h | Највећа брзина     | Област                                                                              |
| ------------------------------------------------------------------ | --------- | --------------------------------- | ----------------------------------- | ------------------------------- | ---------- | ------------------ | ----------------------------------------------------------------------------------- |
| V6 ТДИ блумоушн технологија (204 PS)                               | 2010–2018 | 2,967 cm3 (0,1811 cu in) V6 turbo | 204 PS (150 kW; 201 hp) at3200–4400 | 450 N⋅m (332 lb⋅ft) at1250–3200 | 8.5        | 206 km/h (128 mph) | Немачка, Шведска                                                                    |
| V6 ТДИ блумоушн технологија V6 ТДи клин дизел спорт (САД) (239 PS) | 2010–2018 | 2,967 cm3 (0,1811 cu in) V6 turbo | 239 PS (176 kW; 236 hp) at4000–4400 | 550 N⋅m (406 lb⋅ft) at2000–2250 | 7.8        | 218 km/h (135 mph) | Источна Европа, Западна Европа, Северна Америка (2010—2015), Аустралија, Кина       |
| V6 ТДИ блумоушн технологија(245 PS)                                | ?         | 2,967 cm3 (0,1811 cu in) V6 turbo | 245 PS (180 kW; 242 hp) at3800–4400 | 550 N⋅m (406 lb⋅ft) at1750–2750 | 7.6        | 220 km/h (140 mph) | Немачка, Аустралија и Јужна Африка.                                                 |
| V8 ТДИ                                                             | 2010–2018 | 4,134 cm3 (0,2523 cu in) V8 turbo | 340 PS (250 kW; 335 hp) at 4,400    | 800 N⋅m (590 lb⋅ft) at1750–2750 | 5.8        | 242 km/h (150 mph) | Источна Европа (2010—2014), Украјина, Аустралија, Нови Зеланд, Јужна Африка и Чиле. |

### Маркетинг
Као део лансирања туарег производа у Кини, произведен је троделни, 15-минутни филм под називом Путовање изван. Филм је продуцирао ДДБ Гуоан и режирао Лу Чуан. Сам филм је номинован за финалисту у Кина Лонгки наградама у категорији ФИЛМ: најбоља монтажа.
Као део спонзорства Националног музеја Кине, туарег хибридна возила су понуђена као бесплатна услуга превоза под називом "Музејско скакање", између Народног музеја, Музеја палате и Националног музеја уметности.

### Редизајн 2015
Промене су укључивале:
- Стандардне би-ксенон фарове
- Аутоматски систем кочења након судара
- Унапређени адаптивни темпомат
- V6 ТДИ мотор са 262 КС (193 kW; 258 КС)
- Побољшана стандардна челична опруга
- Доступност онлајн услуга: претраживање интересних тачака преко Гугла, мапе које обезбеђује Гугл ерт, функција Гугл стрит вју и извештавање о саобраћају.

### Безбедност
Завод за безбедност ауто-путева је тестирао туарег и представио следеће резултате (оцењивање од "лоших" до "добрих") 
| Категорија                 | Процена |
| -------------------------- | ------- |
| Умерено преклапање напред  | Добар   |
| Бок                        | Добар   |
| Јачина крова               | Добар   |
| Наслони за главу и седишта | Добар   |

| Резултати Еуро НЦАП теста | Резултати Еуро НЦАП теста | Резултати Еуро НЦАП теста |
| ------------------------- | ------------------------- | ------------------------- |
| Фолксваген туарег (2018)  |                           |                           |
| Тест                      | Бодови                    | %                         |
| Свеукупно:                |                           |                           |
| Заштита одраслих          | 33.9                      | 89%                       |
| Заштита деце              | 42.4                      | 86%                       |
| Заштита пешака            | 34.6                      | 72%                       |
| Сигурносна помоћ:         | 10.6                      | 81%                       |

## Трећа генерација (2019—)
Трећа генерација туарег-а ће користи Фолксвагенову МЛБ платформу као и њена корпоративна браћа, Порше кајен и Ауди Q7. Трећа генерација туарега ће нагласити ефикасност горива и наводно ће бити знатно лакша од прве две генерације. Фолксваген је укинуо туарег за продају у САД након модела за 2017. годину, на основу продаје и доступности већег и јефтинијег модела атласа, који је посебно дизајниран за америчко тржиште.
- Фолксваген трећа генерација
- Фолксваген трећа генерација (унутрашњост)

## Мотоспорт
Модификовани туарег назван стенли освојио је 2005. ДАРПА Велики изазов.

### Пикс Пик
Туарег ТДИ је ушао у 85. трку на Пикс Пик Интернешнл Хил Клиб са V10 ТДИ и V6 ТДИ туарег, возили су Рајан Аркиеро, Мајк Милер и Крис Блаис. Аркиеро је победио у трци са временом 13: 17: 703 и поставио нови рекорд у подели за најбрже време са дизел мотором. Милер је завршио на другом месту са временом 13: 25: 247. Крис Блаис је завршио трећи са временом 15: 48: 312.

### Баја 500
2.5Л R5 ТДИ освојио је класу Баја 500 са возачима Марк Милер/Ралф Пичфорд (САД/Јужна Африка)

### Баја 1000.
Он укључује 5,1-литарски V12 чисти дизел мотор са двоструким ТР30Р турбо пуњачима снаге 550 КС (405 kw; 542 КС) и 850 N⋅m (627 lbf⋅ft)) обртног момента, xtrac шестостепени секвенцијални мењач, 9-инчни осовина, фокс рејсинг шоркс КМЦ 17 "прилагођени ковани точкови са БФ гудриџ Баја КРT 37x13.5x17 гумама, 9200 ГПС и спарко карбонским седиштима. Користи распоред на задњем точку. Шасију и каросерију дизајнирали су Арсиеро Милер Рацинг и Фолксваген дизајн центар Калифорнија.
Возило је представљено на ауто салону у Лос Анђелесу 2008. године.
Тркачки камион тоуарег ТДИ трофи завршио је 41. годишњу трку Тецате СЦОРЕ Баја 1000 са 13. позицијом за класу трофејних камиона. Возило је возио Марк Милер.

### Дакар Рели
У релију Дакар 2003, Фолксваген је ушао у тим Тарек багије са погоном на задње точкове. Фолксваген је освојио шесто место, а возио га је Стефан Хенрард и сувозач Боби Вилис. У наредној години, Дакар Рели је 2004. године угледао дебитантски рели за Т2 класу изграђену рејс туарег од Фолксваген Моторспорта. Бруно Саби и сувозач Метју Стивенсон су заузели шесто место.
У Дакар релију 2005, Јута Клеиншмит и сувозач Фабризиа Понс освојили су треће место у укупном пласману у рејс туарегу.
Дакар рели 2006. године, возач Фолксвагена Даниел де Вилиерс и сувозач Тина Торнер освојили су друго место највише икада за дизел модел у новој рејс туарег 2. Има краће међуосовинско растојање од оригиналног рејс туарега, као и повећану видљивост.
На Дакар релију 2007. године, Фолксагенов возач Марк Милер и Ралф  Пичфорд возили су рејс туарег 2 до 4. позиције у укупном пласману. На релију у централној Европи 2008. године, Карлос Саинз је довео свој туарег 2 до победе.
Коначно, у издању Рели  Дакара 2009. године, Фолксваген је постигао резултат од два-два. Гиниел де Вилиерс и сувозач Дирк вон Зитзевитз победили су у трци испред Марка Милера и Ралфа Питцхфорда. Са само два дана до краја, Царлос Саинз се срушио након што је неколико дана доминирао над релијем, чиме је Фолксваген онемогућио да то учини резултатом од два до три.
Карлос Саинз је победио на Дакар Ралију 2010. са 1-2-3 завршетком, а Насер Ал-Атиах је освојио победу за Фолкваген на Дакар Релију 2011. године.
Модел 1/32 слот аутомобила туарег, који је спонзорисан од стране Ред Бул-а, који је дизајниран да ради на РАИД траси компаније (који симулира офроуд трке), доступан је у нинко.

#### Излазна снага: Фолксваген туарег Дакар
- 2007. рејс-туарег 2 (T2 spec) 2.5 ТДИ 285 hp/209 kW
- 2006. рејс-туарег 2 (T2 spec) 2.5 ТДИ 275 hp/202 kW
- 2005. рејс-туарег (T2 spec) 2.5 ТДИ 260 hp/191 kW
- 2004. рејс-туарег (T2 spec) 2.3 ТДИ 231 hp/170 kW
- 2003. тарек 1.9 TДИ 218 hp/160 kW

### Од рта до рта
Дана 20. септембра 2015. године туарег V6 ТДИ који су водили Раинер Зиетлов, Мариус Биела и Сам Роах завршили су трку од 19.000 km од рта Атлас, најјужније тачке Африке, до северног рта (Нордкап) Норвешке у светском рекордном времену, 9 дана, 4 сата, 9 минута и 27 секунди.
За рекордну вожњу, додата је јача суспензија, веће гуме, кавез за ролну и изузетно јака Хела глава, као и додатни резервоари за укупан домет од 3.000 km. Стандардни V6 ТДИ мотор од 244 КС (182 kw) као и други механички делови као што су мењач и погонска вратила.

## Награде
Туарег је био најбољи луксузни СУВ за часопис кар анд драјвер за 2003. годину, за магазин мотор тренд за спорт/утилит за 2004, магазин фоур вилер за ауто године за 2005. годину, и Оверландер 2003. 4ВДОТИ.